# Antti Häkkänen

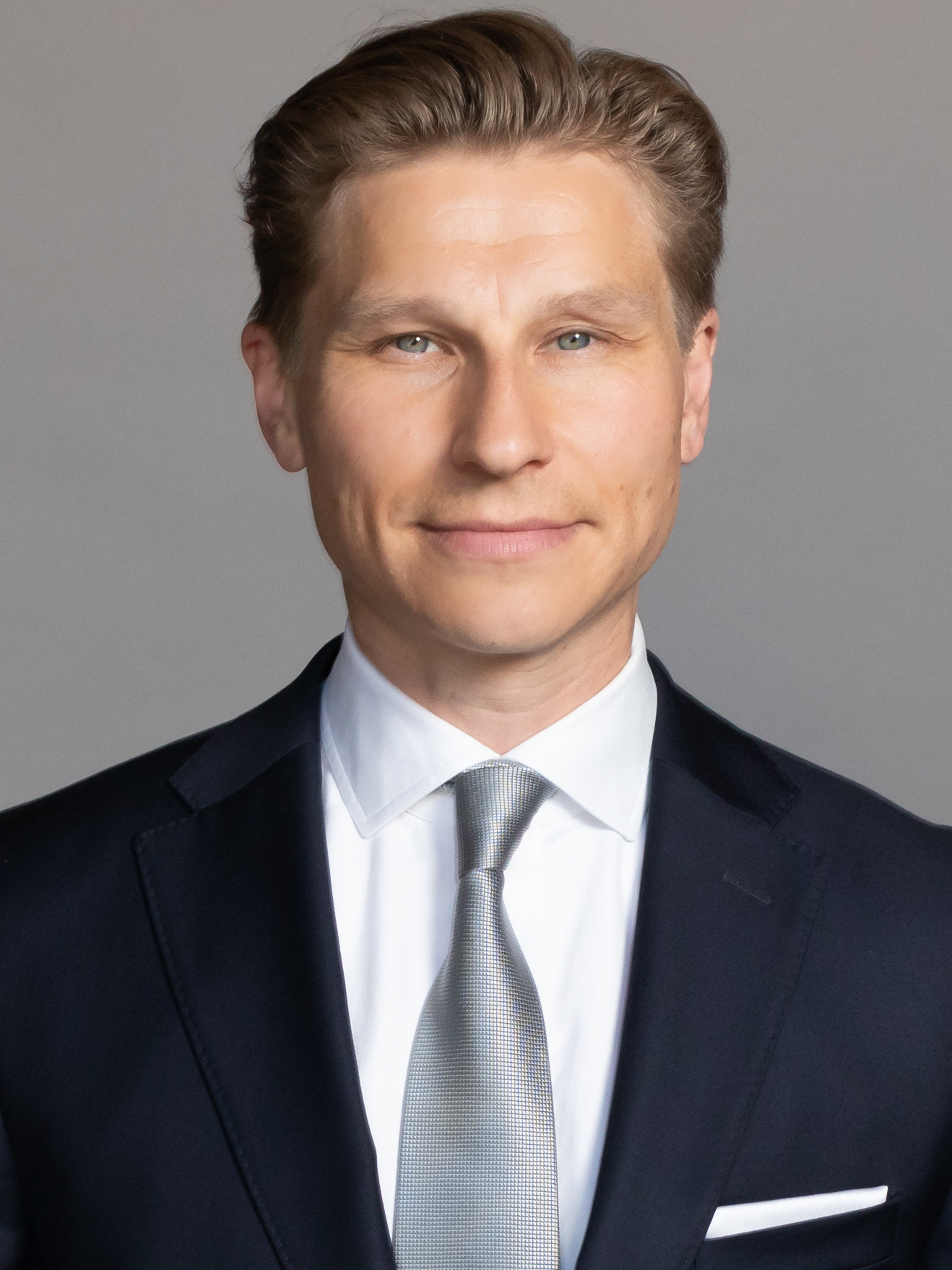
Antti Häkkänen (2023)

Antti Edvard Häkkänen (* 16. Januar 1985 in Mäntyharju) ist ein finnischer Politiker der Nationalen Sammlungspartei. 

## Leben
Antti Häkkänen studierte Rechtswissenschaften und erwarb 2014 einen Master of Laws an der Universität Helsinki.
Häkkänen war seit 2009 Mitglied des Gemeinderats von Mäntyharju. 2011 wurde er für den Zeitraum 2012 bis 2013 zum Parteivorsitzenden der Youth National Coalition gewählt. Bei der Parlamentswahl 2015 zog er ins finnische Parlament ein.
Häkkänen war vom 5. Mai 2017 bis zum 5. Juni 2019 Justizminister in der Regierung im Kabinett Sipilä. Im Parlament war er vom 9. September 2022 bis zum 4. April 2023 Vorsitzender des Verteidigungsausschusses und Mitglied des Finanzausschusses, des Ausschusses für Bildung und Kultur, des Verfassungsrechtsausschusses und des Verwaltungsausschusses.
Im Kabinett Orpo ist er seit dem 20. Juni 2023 Verteidigungsminister.
Häkkänen ist verheiratet und hat eine Tochter.